# Георги Тутев
Георги Иванов Тутев е български композитор от XX век.
Той е сред водещите имена в движението, довело музикалния авангард на българската сцена, наред с имената на Константин Илиев, Лазар Николов, Васил Казанджиев и Иван Спасов. Има голям принос за развитието на съвременната музикална култура в България е учредяването на Дружеството за нова музика в България.

## Биография
Тутев е роден в София, в семейство на българин и германка. През 1920-те години баща му Иван Тутев следва в Германия и получава 2 висши образования – по икономика и агрономство и по история и философия. Работи в Берлин, където среща съпругата си Ерна Графундер, и двамата се движат в среди на интелектуалци и артисти, представители на съвременното европейско изкуство. В София близкият приятелски кръг на семейството включва интелектуалци като Сирак Скитник, Бенчо Обрешков, Никола Танев, Пенчо Георгиев, Иван Милев, Дечко Узунов, Светослав Минков, Ламар.
Детството на Тутев преминава между София и Дюселдорф, където се проявява за първи път интереса на Георги към музиката и баща му купува пиано, което преди това е било собственост на диригента Херман Абендрот. До 15-ата си годишнина вече познава творчеството и на класическите композитори и на съвременни композитори като Паул Хиндемит, Игор Стравински, Бохуслав Мартину, Арнолд Шьонберг, Бела Барток.
През 1942 – 1946 година Георги Тутев следва право в Софийския университет. Продължава в Московската държавна консерватория „Пьотр Илич Чайковски“, където през 1950 година се дипломира в специалностите композиция при проф. Юрий Шапорин и Виктор Белий и дирижиране при проф. Николай Аносов (1950). В България учи композиция при проф. Любомир Пипков и пиано и хармония при проф. Веселин Стоянов. След завръщането си в България известно време работи на свободна практика.
В периода 1954-1958 година Тутев работи като секретар на Съюза на българските композитори. От 1958 до 1961 година е музикален редактор в Българското национално радио, а от 1961 до 1987 година е музикален директор и диригент на оркестъра на Младежкия театър. През 1990 Тутев инициира основаването на Дружеството за нова музика в България като секция на Международното общество за съвременна музика (International Society for Contemporary Music, ISCM). Негов председател е до смъртта си през 1994 година. През 1993 организира ежегодния Международен фестивал за съвременна музика Musica Nova – Sofia.
Георги Тутев е автор на симфонични и камерни творби: „Увертюра-Реквием“ (1963), „Метаморфози за струнен оркестър“ (1966), „Копнеж по изгубената хармония“ (1984), на пиеси за пиано; музика към филми, телевизионни и театрални постановки; на солови и хорови песни и други. От началото на 1960-те години композиторът се насочва към сериалната композиционна техника и за почва да използва като свои изразни средства додекафонията, алеаториката и сонористиката.
Творбите му са изпълнявани в програмите на престижни музикални фестивали в Европа като „Загребско биенале“, „Варшавска есен“, „Дни на новата камерна музика“  Витен, „Музикално биенале“  Берлин, в Санкт-Петербург, Прага, Будапеща, Хале, Париж, Базел, Бирмингам, Виена и др. Има записи в БНР и чужди радиостанции.
Почива през 1994 година, в годината, малко преди да бъде избран за почетен член на ръководството на ISCM и името му да влезе в аналите на световния музикален авангард редом с имената на Барток, Хиндемит, Стравински, Шьонберг, Онегер, Месиен, Кейдж, Пендерецки, Ксенакис, Лютославски, Лигети, Хенце.

## Памет
На Георги Тутев е наречена улица в квартал „Манастирски ливади“ в София (Карта).
През 2005 година съпругата на Тутев, актрисата Мара Чапанова, издава документалната книга-портрет на композитора, озаглавена „Един негероичен герой“ по цитат на Райнхард Оелшлегел, председателят на ISCM.
- Паметна плоча на Георги Тутев на стената на дома му
- Домът на бул. „Евлоги и Христо Георгиеви“ № 149 в София

Личният му архив се съхранява в Родов фонд Тутеви (2121К) в Централен държавен архив.